# The Kansas City Star
The Kansas City Star est un journal fondé en 1880 à Kansas City, Missouri.
Le journal est passé entre les mains de différents propriétaires au cours de ces dernières années, accélérant l'hémorragie de sa rédaction. Il a vendu ses locaux historiques en 2017 et son propriétaire s'est déclaré en faillite la même année. Il est ensuite racheté par un fonds de placement spéculatif établi dans le New Jersey.

## Contributeurs célèbres
- Ralph Barton
- Eugene McCown
- Jefferson Machamer